# Luiz Cláudio Menon
Luiz Cláudio Menon, né le 7 juillet 1944, à São Paulo, au Brésil, est un ancien joueur brésilien de basket-ball. 

## Palmarès
- Champion du monde 1963
- Troisième du championnat du monde 1967
- Finaliste du championnat du monde 1970
- Finaliste des Jeux panaméricains de 1963
- Vainqueur des Jeux panaméricains de 1971